# جیمز دیویس (شمشیرباز)
جیمز دیویس (انگلیسی: James Davis؛ زادهٔ ۳ ژوئیهٔ ۱۹۹۱) شمشیرباز اهل بریتانیا است.